# Manzanita
Manzanita az Amerikai Egyesült Államok északnyugati részén, Oregon állam Tillamook megyéjében helyezkedik el. A város Seaside-tól 40 km-re délre, Tillamooktól pedig 40 km-re északra található.
A 2010. évi népszámlálási adatok alapján 598 lakosa van. A város területe 2,12 km², melynek 100%-a szárazföld.

## Történet
Manzanitát 1912-ben jelölték ki üdülőként. Postahivatalát 1914-ben alapították; nevét a területen megtalálható Arctostaphylos fajbeli manzanita virágról kapta. A manzanita spanyolul „kis almát” jelent.

## Éghajlat
A legcsapadékosabb a november–január, a legszárazabb pedig a július–augusztus közötti időszak. A legmelegebb hónap augusztus, a leghidegebb pedig december.
| Hónap                         | Jan.  | Feb.  | Már. | Ápr. | Máj. | Jún. | Júl. | Aug. | Szep. | Okt. | Nov.  | Dec.  | Év    |
| ----------------------------- | ----- | ----- | ---- | ---- | ---- | ---- | ---- | ---- | ----- | ---- | ----- | ----- | ----- |
| Rekord max. hőmérséklet (°C)  | 20,6  | 22,8  | 22,8 | 28,9 | 38,3 | 33,3 | 38,9 | 38,9 | 36,1  | 33,3 | 26,7  | 20,6  | 38,9  |
| Átlagos max. hőmérséklet (°C) | 11,1  | 12,2  | 13,3 | 14,4 | 16,7 | 18,3 | 20,0 | 20,6 | 20,6  | 17,2 | 13,3  | 10,6  | 15,7  |
| Átlaghőmérséklet (°C)         | 7,0   | 7,5   | 8,3  | 9,4  | 11,7 | 13,6 | 15,0 | 15,3 | 14,2  | 11,7 | 8,9   | 6,4   | 10,8  |
| Átlagos min. hőmérséklet (°C) | 2,8   | 2,8   | 3,3  | 4,4  | 6,7  | 8,9  | 10,0 | 10,0 | 7,8   | 6,1  | 4,4   | 2,2   | 5,8   |
| Rekord min. hőmérséklet (°C)  | −17,2 | −15,0 | −7,8 | −5,0 | −3,9 | 0,6  | 1,1  | 0,6  | −2,8  | −7,2 | −10,0 | −15,6 | −17,2 |
| Átl. csapadékmennyiség (mm)   | 342   | 254   | 246  | 180  | 119  | 91   | 36   | 33   | 76    | 175  | 351   | 335   | 2238  |
| Forrás: The Weather Channel   |       |       |      |      |      |      |      |      |       |      |       |       |       |

## Népesség

### 2010
A 2010-es népszámláláskor a városnak 598 lakója, 315 háztartása és 176 családja volt. A népsűrűség 281,6 fő/km². A lakóegységek száma 1 285, sűrűségük 605,1 db/km². A lakosok 91,6%-a fehér, 1,2%-a afroamerikai, 0,2%-a indián, 1,8%-a ázsiai, 1,2%-a egyéb-, 4% pedig kettő vagy több etnikumú. A spanyol vagy latino származásúak aránya 6,2% (5,7% mexikói, 0,2% Puerto Ricó-i, 0,3% pedig kubai származású).
A háztartások 10,8%-ában élt 18 évnél fiatalabb. 50,8% házas, 3,5% egyedülálló nő, 1,6% pedig egyedülálló férfi; 44,1% pedig nem család. 37,5% egyedül élt; 17,7%-uk 65 éves vagy idősebb. Egy háztartásban átlagosan 1,89 személy élt; a családok átlagmérete 2,4 fő.
A medián életkor 59,9 év volt. A város lakóinak 10%-a 18 évesnél fiatalabb, 2,2% 18 és 24 év közötti, 14,4%-uk 25 és 44 év közötti, 36,5%-uk 45 és 64 év közötti, 37%-uk pedig 65 éves vagy idősebb. A lakosok 48,2%-a férfi, 51,8%-uk pedig nő.

### 2000
A 2000-es népszámláláskor a városnak 564 lakója, 307 háztartása és 177 családja volt. A népsűrűség 294,3 fő/km². A lakóegységek száma 1 078, sűrűségük 562,5 db/km². A lakosok 96,45%-a fehér, 0,53%-a indián, 0,89%-a egyéb-, 2,13% pedig kettő vagy több etnikumú. A spanyol vagy latino származásúak aránya 1,6% (1,2% mexikói, 0,2% kubai, 0,2% pedig egyéb spanyol/latino származású).
A háztartások 9,4%-ában élt 18 évnél fiatalabb. 51,1% házas, 4,6% egyedülálló nő; 42,3% pedig nem család. 38,8% egyedül élt; 18,6%-uk 65 éves vagy idősebb. Egy háztartásban átlagosan 1,84 személy élt; a családok átlagmérete 2,33 fő.
A város lakóinak 10,8%-a 18 évnél fiatalabb, 4,3%-a 18 és 24 év közötti, 14,4%-a 25 és 44 év közötti, 36%-a 45 és 64 év közötti, 34,6%-a pedig 65 éves vagy idősebb. A medián életkor 54 év volt. Minden 100 nőre 84,9 férfi jut; a 18 évnél idősebb nőknél ez az arány 83,6.
A háztartások medián bevétele 38 750 amerikai dollár, ez az érték családoknál $43 958. A férfiak medián keresete $30 000, míg a nőké $25 833. A város egy főre jutó bevétele (PCI) $26 428. A családok 4,9%-a, a teljes népesség 7,2%-a élt létminimum alatt; a 18 év alattiaknál ez a szám 22,4%, a 65 év felettieknél pedig 7,4%.

## Pihenés
A North County Recreation District szervezésében kerül megrendezésre a Manzanita Beach Walk & Run esemény, ahol a résztvevőknek egy megadott távot kell lesétálniuk, vagy lefutniuk a parton. 1990-ben a nehalemi fitneszközpontnak gyűjtöttek; azóta a Neahkahnie-hegy lábánál rendezik.

## Látnivalók
Manzanita és Nehalem között, a Nehalem-turzáson található a Nehalem-öböl Állami Park, melynek területét a megye 1930-ban az államnak adta. A 40-es és 50-es évek során a dűnék stabilizálása érdekében Európából származó füvet, csavarttűjű fenyőt és seprűzanótot telepítettek. A parkot végül 1972-ben nyitották meg.

## Közlekedés
A várostól 3,2 km-re északra, a Nehalem-öböl Állami Park határán található a Nehalem-öböl állami repülőtér. A területen kempingezni is lehet.
Ezen felül a várost a Tillamook County Transportation District által üzemeltetett helyközi buszok is kiszolgálják.

## Fordítás
Ez a szócikk részben vagy egészben  a   Manzanita, Oregon című angol Wikipédia-szócikk ezen változatának fordításán alapul.  Az eredeti cikk szerkesztőit annak laptörténete sorolja fel. Ez a jelzés csupán a megfogalmazás eredetét és a szerzői jogokat jelzi, nem szolgál a cikkben szereplő információk forrásmegjelöléseként.